# دشت دیده‌بان
دشت دیده‌بان، روستایی از توابع بخش دشمن‌زیاری شهرستان ممسنی در استان فارس ایران است.

## جمعیت
این روستا در دهستان مشایخ قرار دارد و براساس سرشماری مرکز آمار ایران در سال ۱۳۸۵، جمعیت آن ۱۳۷ نفر (۲۸خانوار) بوده‌است.
روستای دشت دیده بان در دامنه کوه تاسک tasak از جمله روستاهایی با پیشینه تاریخی دوران نئاندرتالها می باشد . آثار و نشانه هایی از دوران هخامنشی و ساسانی در این روستا وجود دارد  روستایی که بر خرابه های قلعه تاریخی دیده بان ساخته شده  تنها قنات منطقه دشمن زیاری  در این روستا واقع شده که به همت فاطمه معینی کیا دهیار این روستا و دکتر علی اکبر تفتی موسسق دانشگاه قنات ایران در دست احیا و باز آفرینی می باشد . کتابخانه روستا به خاطر تلاشهای دکتر تفتی به نام وی نامگذاری شده است . کمپین حفاظت از محیط زیست از جمله گروههای محافظ محیط زیست است که جهت حفاظت از جنگلها و حیوانات وحشی  تاسیس گردیده و تا بحال خدماتی ارائه نموده . آتش زدن جنگل و تخریب مراتع از جمله مهمترین دلایل جنگل زدایی است . این روستا پتانسیل بسیار بالایی جهت توسعه اقتصادی و گردشگری دارد  واقع شدن این روستا در میان بزرگترین دیم زار انگور بش دنیا  موقعیت مناسبی را ایجاد کرده . 